# Katzenschnupfen
Katzenschnupfen ist eine Sammelbezeichnung für ansteckende Erkrankungen der Atemwege und der Schleimhäute des Kopfes bei Katzen. Synonym verwendet werden die Bezeichnungen infektiöse Katzenrhinitis, Katzenpneumonitis und Rhinotracheitis infectiosa felis.
Es handelt sich hierbei also um einen Symptomkomplex, der durch unterschiedliche Erreger hervorgerufen wird. Er betrifft Nase, Maulhöhle und Augen. Beteiligte Erreger sind verschiedene Viren (Herpes- und Caliciviren) und Bakterien (Chlamydien, Bordetellen und Mykoplasmen). Da die Erreger sich gegenseitig begünstigen und damit parallel auftreten können und Behandlung und Bekämpfung dieser Erkrankungen etliche Gemeinsamkeiten aufweisen, ist diese Sammelbezeichnung dennoch berechtigt.

## Erreger und klinische Bilder
Katzenschnupfen wird durch verschiedene Erreger ausgelöst, die entweder als Mono- oder als Mischinfektion vorkommen können. Zu den Auslösern gehören das Feline Herpesvirus 1 (FHV 1), das Feline Calicivirus (FCV), Chlamydien, Mykoplasmen und Bordetella bronchiseptica. Im Untersuchungsgut eines großen Labors fanden sich bei 40 % Einzelinfektionen, bei knapp 20 % Infektionen mit zwei Erregern und in 4 % der Fälle Dreifachinfektionen. Am häufigsten wurde dabei Chlamydophila felis (50,1 %) nachgewiesen, gefolgt von FCV (17,6 %) und FHV 1 (16,1 %).

### Felines Alphaherpesvirus 1 (FeHV1)

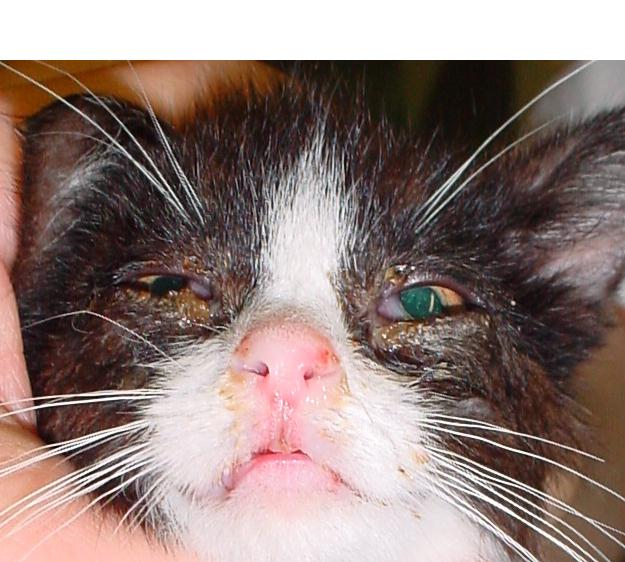
Klinisches Bild des durch Herpesviren verursachten Katzenschnupfens

Herpesviren sind neben Caliciviren die häufigsten Auslöser eines Katzenschnupfens. Die Erkrankung durch FeHV1 wird auch als Feline Virale Rhinotracheitis bezeichnet. Der Erreger befällt ausschließlich katzenartige Tiere. Außerhalb des Wirtes überlebt das Virus maximal 24 Stunden und wird von den meisten gängigen Desinfektionsmitteln zuverlässig inaktiviert.
Die Übertragung erfolgt durch Kontakt mit einem befallenen Tier oder auch indirekt durch Menschen, Futtermittel und Reinigungsgeräte. Bereits 24 Stunden nach der Infektion ist das Virus in Sekreten des Wirtes nachweisbar. Infolge seiner Unfähigkeit, sich bei Temperaturen oberhalb von 37 °C zu vermehren, befällt es lediglich die relativ „kalten“ Schleimhäute im Kopfbereich und verursacht normalerweise keine Virämie.
Bereits nach zwei bis drei Tagen treten klinische Symptome auf. Sie äußern sich vor allem in starkem Nasen- und Augenausfluss, häufig verbunden mit Bindehautentzündung und Hornhautschädigungen bis hin zu einer Panophthalmitis. An der Zunge können Geschwüre (Ulcus) auftreten, die Nasenmuscheln können durch Gewebszerfall (Nekrose) stark geschädigt sein. Außerdem treten oft Fieber, Appetitlosigkeit und Niesen auf. Trächtige Kätzinnen können während der 6. Trächtigkeitswoche abortieren. In einigen Fällen kann das FeHV1 – vor allem bei Katzenwelpen – auch schwere Bronchopneumonien verursachen, die tödlich enden können.
Trotz des dramatischen Erscheinungsbildes der Erkrankung ist die Sterblichkeit zumeist nur gering. Folgeschäden können durch Verwachsungen im Lidbereich bis zur Blindheit reichen, starke Gewebszerstörungen im Bereich der Nasenschleimhaut können eine chronische Rhinitis nach sich ziehen. Einige genesene Tiere können dauerhaft Viren ausscheiden, etwa 80 Prozent aller erkrankten Tiere bleiben nach überstandener Infektion Träger des Erregers, der sich in die Ganglien des Nervus trigeminus zurückzieht. Ähnlich wie beim Befall durch Caliciviren betrifft die Erkrankung hauptsächlich Jungtiere.

### Felines Calicivirus (FCV)

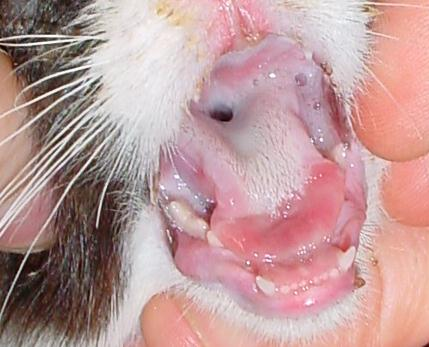
Von Caliciviren verursachte Schleimhautschäden auf der Zungenspitze einer Katze

Caliciviren sind ebenfalls sehr häufiger Auslöser eines Katzenschnupfens. Die Übertragung von Caliciviren erfolgt durch direkten Kontakt einer Katze mit einem vom Erreger befallenen Tier. Die Verbreitung mittels Aerosolen spielt bei dieser Form des Katzenschnupfens keine Rolle. Ausgeschieden wird das Virus hauptsächlich durch Sekrete der oberen Atemwege und gelegentlich auch über den Kot. Nach überstandener Krankheit bleibt ein Teil der Tiere lebenslang latent mit dem Virus infiziert.
Die Infektion verläuft in zwei Phasen (biphasisch). Nach erfolgter Ansteckung vermehrt sich der Erreger in den Rachenmandeln, der Maulschleimhaut und den Bindehäuten der Augen. Zwischen viertem und siebenten Tag verbreitet sich das Virus über den Blutkreislauf (Virämie) im gesamten Körper. Besonders stark befallen werden hierbei die Lunge und die Zungenschleimhaut.
Die Phase der Virämie ist durch Abgeschlagenheit und die Ausprägung einer respiratorischen Symptomatik gekennzeichnet: Fieber, Rhinitis, Konjunktivitis und Nasenausfluss.
Der Befall der Lunge kann bakterielle Sekundärinfektionen und damit eine Bronchopneumonie nach sich ziehen, dann kann die Sterblichkeitsrate auf 30 % ansteigen. Im Allgemeinen dominiert das vom Befall der Maulschleimhäute hervorgerufene Bild: Es kommt zu ausgedehnten schmerzhaften Schleimhautulzerationen der Zunge oder des Gaumens.
Bei trächtigen Katzen kann es zu Aborten kommen. Einige Calicivirenstämme können auch Lahmheiten verursachen.

### Feline Chlamydiose (Feline Pneumonitis)
Die Chlamydien-Infektion wird durch das Bakterium Chlamydophila felis hervorgerufen. Sie ist häufig und kommt ebenfalls weltweit vor. Es ruft vor allem eine chronische follikuläre Konjunktivitis mit Augenausfluss hervor, der auch eitrig sein kann. Diese „Augenform“ tritt vor allem bei fünf bis zwölf Wochen alten Kätzchen auf. Das Allgemeinbefinden der Tiere bleibt bei einer isolierten Infektion mit Chlamydophila felis in vielen Fällen ungestört. Eine Lungenentzündung tritt eher selten auf bzw. äußert sich nicht durch die typischen Symptome, sie verläuft inapparent.

### Feline Bordetella-Infektion
Die feline Bordetella-Infektion (Feline Bordetellose) wird durch Bordetella bronchiseptica hervorgerufen und kann primär, aber auch sekundär nach Schädigung durch oben genannte Erreger auftreten. Die Infektion kann Erkrankungen der oberen Atemwege, seltener auch eine Lungenentzündung auslösen.
Die Erkrankung tritt häufiger in größeren Katzenkolonien auf, begünstigend wirken räumlich beengte Haltung, mangelhafte Belüftung und Stress. Jungkatzen zeigen stärkere Krankheitserscheinungen als ältere. Neben allgemeiner Schwäche treten Fieber, Fressunlust (Anorexie), Husten, Schnupfen, Nasen- und Augenausfluss und Schwellung der Unterkieferlymphknoten auf. Bei Lungenbeteiligung treten Atembeschwerden und abnormale Atemgeräusche auf. Bei Katzenwelpen wird von Symptomen einer respiratorischen Erkrankung mit Nasenausfluss, Niesen, Husten und Rasselgeräuschen bei der Auskultation berichtet. Eine isolierte Infektion mit Bordetella bronchiseptica ohne Beteiligung der erwähnten Viren verläuft häufig milder als im Katzenschnupfenkomplex, es entwickelt sich keine Konjunktivitis.

### Feline Mykoplasmen-Infektion
Mycoplasma felis aus der Gruppe der Mykoplasmen ruft seltener eine Erkrankung der oberen Luftwege hervor. Klinisch äußert sie sich in einer Bindehaut- und Nasenschleimhautentzündung. Die Infektion kann spontan nach zwei bis vier Wochen ausheilen. Nicht geklärt ist bislang, ob Mykoplasmen als Primär- oder nur als Sekundärerreger fungieren. Auch Mycoplasma gatae und Mycoplasma feliminutum werden gelegentlich aus Katzen isoliert, ihre klinische Bedeutung ist jedoch fraglich.

## Diagnose
Da die einzelnen Erkrankungen viele gemeinsame klinische Symptome haben, ist die genaue Diagnose schwierig. Sie kann nur durch Laboruntersuchungen gesichert werden. Nähere Informationen zum Nachweis der bakteriellen Erreger finden sich bei den Beschreibungen der jeweiligen Bakterien.
- Erregeranzüchtung aus Nasen- oder Augensekret oder Schleimhautproben, für den Nachweis von Bordetella bronchiseptica sollten die verwendeten Tupfer bis zur Untersuchung in einem speziellen Transportmedium, welches Aktivkohle enthält, gelagert werden[8]
- Immunfluoreszenztest auf FeHV1, FCV im Serum
- Virusneutralisationstest aus Serum auf FeHV1 und FCV
- PCR auf FeHV1, FCV, Chlamydophila felis, Mycoplasma felis aus trockenem Rachen- oder Augenabstrich
- Real Time Quantitative PCR (q-PCR, quantitative Echtzeit-PCR) auf Chlamydophila felis und andere tierpathogene Chlamydophila-Arten[10]

## Therapie
Die Therapie der Virusinfektionen erfolgt symptomatisch und zielt auf die Vermeidung bakterieller Sekundärinfektionen ab (Antibiotika). Die Verabreichung von Immunglobulinen oder felinem Interferon soll das Virus selbst bekämpfen. Die Gabe von Lysin, welches über die Absenkung des Argininspiegels die Vermehrung des FeHV1 verhindern soll, ist nach neueren Untersuchungen komplett wirkungslos. Bei Feliner Pneumonitis durch Chlamydophila felis sind Tetracycline lokal und systemisch über drei bis vier Wochen angezeigt. Chloramphenicol und Fluorchinolone sind ebenfalls wirksam, bei ihrem Einsatz müssen jedoch mögliche Risiken für die meist jungen Tiere (Chloramphenicol: aplastische Anämie, Fluorchinolone: Knorpelwachstumsstörungen) sorgfältig abgewogen werden. Mykoplasmen können ebenfalls mit Tetracyclinen (z. B. Doxycyclin), Chloramphenicol und Fluorchinolonen behandelt werden.

## Prophylaxe

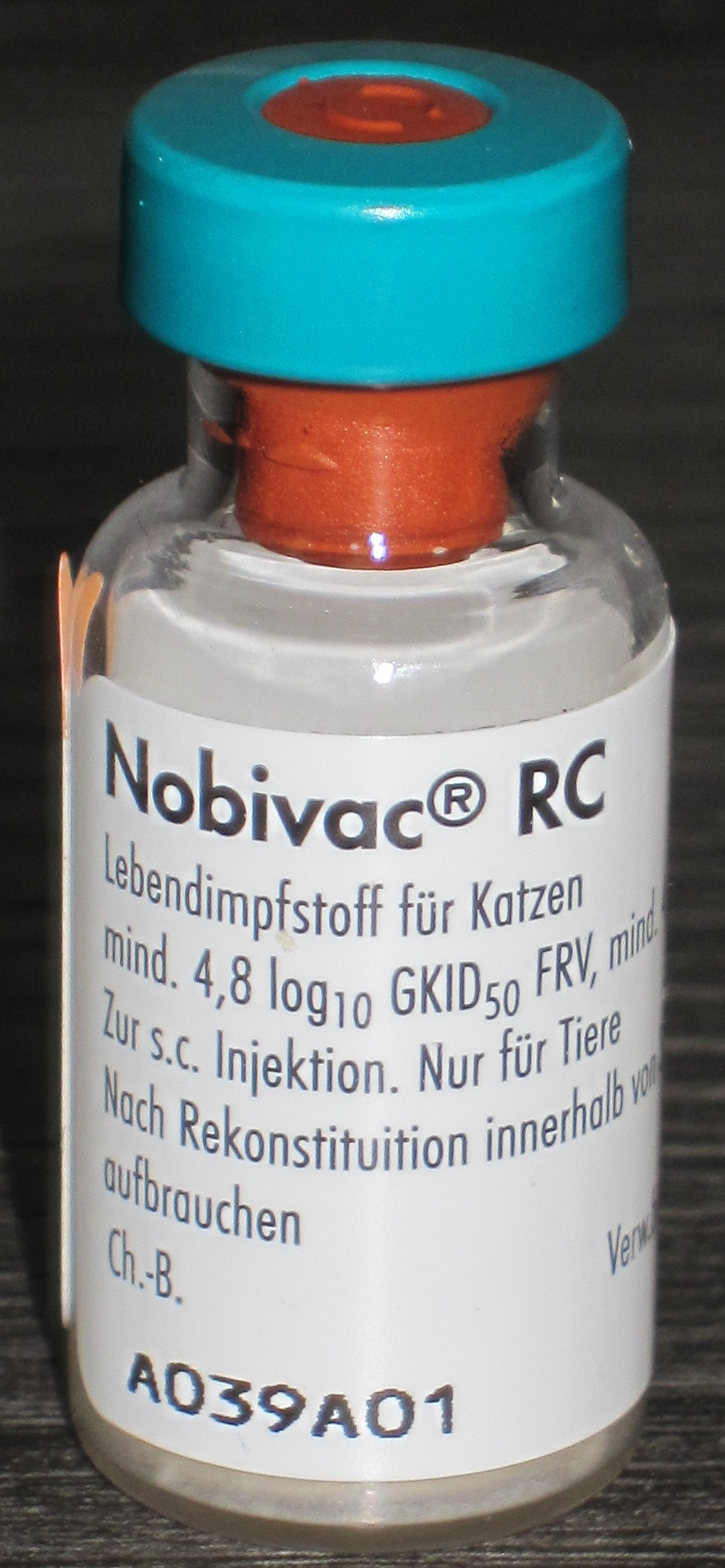
Impfstoff gegen das feline Rhinotracheitis- und Calicivirus

Effektiver als die Therapie der Erkrankung ist die Prophylaxe mittels Schutzimpfung. In der Leitlinie zur Impfung von Kleintieren, die von der Ständigen Impfkommission Vet. herausgegeben wird, ist die Impfung gegen das Rhinotracheitisvirus (Felines Herpesvirus) und das Feline Calicivirus als Verursacher von Katzenschnupfen, sowie gegen das Feline Panleukopenie-Virus (Krankheitserreger der Panleukopenie, „Katzenseuche“) dringend angeraten. Die nach den Virusbezeichnungen mit RCP bezeichnete Impfung wird von der Ständigen Impfkommission Vet. als sogenannte Core-Komponente angesehen, „gegen die ein jedes Tier zu jeder Zeit geschützt sein muss“. Die erste Impfung erfolgt hierbei in der achten Lebenswoche, ein belastbarer Impfschutz wird durch das Boostern in der zwölften und sechzehnten Lebenswoche erreicht. Nach der Grundimmunisierungen müssen Wiederholungsimpfungen erfolgen. Je nach Lebensumständen des Tieres erfolgen diese nach einem bis spätestens drei Jahren.
Neben Impfstoffen gegen die viralen Infektionen gibt es auch einen attenuierten Lebendimpfstoff zur Prophylaxe gegen die bakterielle Infektion durch Chlamydophila felis. Damit wird eine Infektion zwar nicht ausgeschlossen, aber die Symptome deutlich reduziert. Außerdem sind in Deutschland noch mehrere Kombinationspräparate zugelassen, die neben inaktivierten Chlamydophila felis-Stämmen auch Komponenten gegen die bereits genannten Viren enthalten. Seit 2002 ist in Deutschland ein Impfstoff für Katzen gegen Bordetella bronchiseptica zugelassen. Das monovalente Präparat mit der Bezeichnung Nobivac Bb ist ein Lebendimpfstoff, der den Bakterienstamm Bordetella bronchiseptica B-C2 enthält und intranasal, d. h. durch die Nase verabreicht wird. Impfungen gegen die bakteriellen Krankheitserreger werden von der Ständigen Impfkommission Vet. empfohlen, falls mehrere Tiere auf engem Raum gehalten werden, z. B. in einem Tierheim oder einer Katzenpension. Eine Impfung gegen Bordetella bronchiseptica ist außerdem in Erwägung zu ziehen, falls die Katze engen Kontakt zu Hunden, Kaninchen oder anderen Tierarten hat, die ebenfalls von diesem Erreger infiziert werden können.